# Campeonato Nacional de Albania 1939
El Campeonato Nacional de Albania de 1939 (en albanés, Kampionati Kombëtar Shqiptar 1939). Este evento aún no está reconocido oficialmente por la Federación Albanesa de Fútbol, pero en diciembre de 2012 los medios deportivos albaneses informaron que se espera que este campeonato, junto con los otros dos campeonatos de la Segunda Guerra Mundial, sean reconocidos pronto.

## Resumen
El Campeonato Nacional de Albania de 1939 fue la 8a temporada de la competencia principal anual de Albania. Comenzó el 1 de julio de 1939 y terminó el 30 de septiembre de 1939. Ocho equipos se separaron en dos grupos de 4 equipos cada uno, jugando partidos de dos etapas con un sistema de eliminación directa. Los equipos del Grupo A fueron: SK Tirana, Rinia Korçare, Bashkimi Elbasanas y Dragoj. Los equipos del Grupo B fueron: Vllaznia, Besa, Teuta e Ismail Qemali.
KF Tirana ganó el campeonato.

## Resultados

### Primera ronda

#### Grupo A
|  | Tirana | 7-0 2-0 (Global 9-0) | Dragoj |  |  |

|  | Bashkimi Elbasanas | 1-6 3-2 (Global 4-8) | Rinia Korçare |  |  |

#### Grupo B
|  | Ismail Qemali | 1-1 1-3 (Global 2-4) | Teuta |  |  |

|  | Vllaznia | 4-0 3-4 (Global 7-4) | Besa |  |  |

### Fase final
|  | Semifinales   | Semifinales |   |  | Final            | Final |  |
|  |               |             |   |  |                  |       |  |
|  |               |             |   |  |                  |       |  |
|  | Tirana        | 3           |   |  |                  |       |  |
|  | Rinia Korçare | 0           |   |  |                  |       |  |
|  |               |             |   |  |                  |       |  |
|  |               |             |   |  | 30 de septiembre |       |  |
|  |               |             |   |  | Tirana           | 6     |  |
|  |               | Vllaznia    | 5 |  |                  |       |  |
|  |               |             |   |  |                  |       |  |
|  |               |             |   |  |                  |       |  |
|  |               |             |   |  |                  |       |  |
|  |               |             |   |  |                  |       |  |
|  | Teuta         | 1           |   |  |                  |       |  |
|  | Vllaznia      | 4           |   |  |                  |       |  |

### Semifinales
|  | Tirana | 3-0 | Rinia Korçare |  |  |

|  | Teuta | 1-4 | Vllaznia |  |  |

### Final
| 30 de septiembre | Tirana                                                           | 6-5 | Vllaznia                                     |                     |                     |
|                  | Plluska 6' · Lisi 13' · Kryeziu 32', 40' · Lushta ?' · Korça 60' |     | Vasija 43' · Hoxha ?' · Boriçi 76', 79', 80' | Árbitro(s): Sinnico | Árbitro(s): Sinnico |

## Estadísticas

### Goleadores
Nota: Solo se cuentan los goles de la final.
| Pos. | Nombre  | Equipo   | Goles |
| ---- | ------- | -------- | ----- |
| 1    | Boriçi  | Vllaznia | 3     |
| 2    | Kryeziu | Tirana   | 2     |
| 3    | Plluska | Tirana   | 1     |
| 3    | Lisi    | Tirana   | 1     |
| 3    | Lushta  | Tirana   | 1     |
| 3    | Korça   | Tirana   | 1     |
| 3    | Vasija  | Vllaznia | 1     |
| 3    | Hoxha   | Vllaznia | 1     |